# American Petroleum Institute
American Petroleum Institute (API) är en amerikansk branschorganisation som företräder omkring 600 medlemsföretag inom den amerikanska petroleumindustrin, som i sig står för åtta procent av USA:s bruttonationalprodukt (BNP) och sysselsätter uppemot 10,3 miljoner anställda.
Branschorganisationen grundades den 20 mars 1919 i syfte att företräda den amerikanska petroleumindustrin. Den skulle också dels samarbeta med USA:s federala statsmakt rörande alla frågor av nationell angelägenhet i och med avslutandet av första världskriget. Dels att API skulle främja handel av amerikanska petroleumprodukter inom USA och i världen. Huvudkontoret blev placerad i New York, New York men flyttades dock 1969 till Washington, D.C.